# Gauromydas heros
Espèce
Gauromydas heros est une espèce de mouches géantes de la famille des Mydidae. C'est la plus grande espèce de Diptères.

## Répartition
Cette espèce a une distribution néotropicale et se trouve au Brésil, en Bolivie, au Paraguay et également en Colombie. Dans ce dernier pays, deux populations ont été détectées à Villavicencio, dans le département de Meta et à Manizales, dans le département de Caldas, bien qu'il soit possible que les populations de Gauromydas heros de Colombie soient une espèce différente,,.

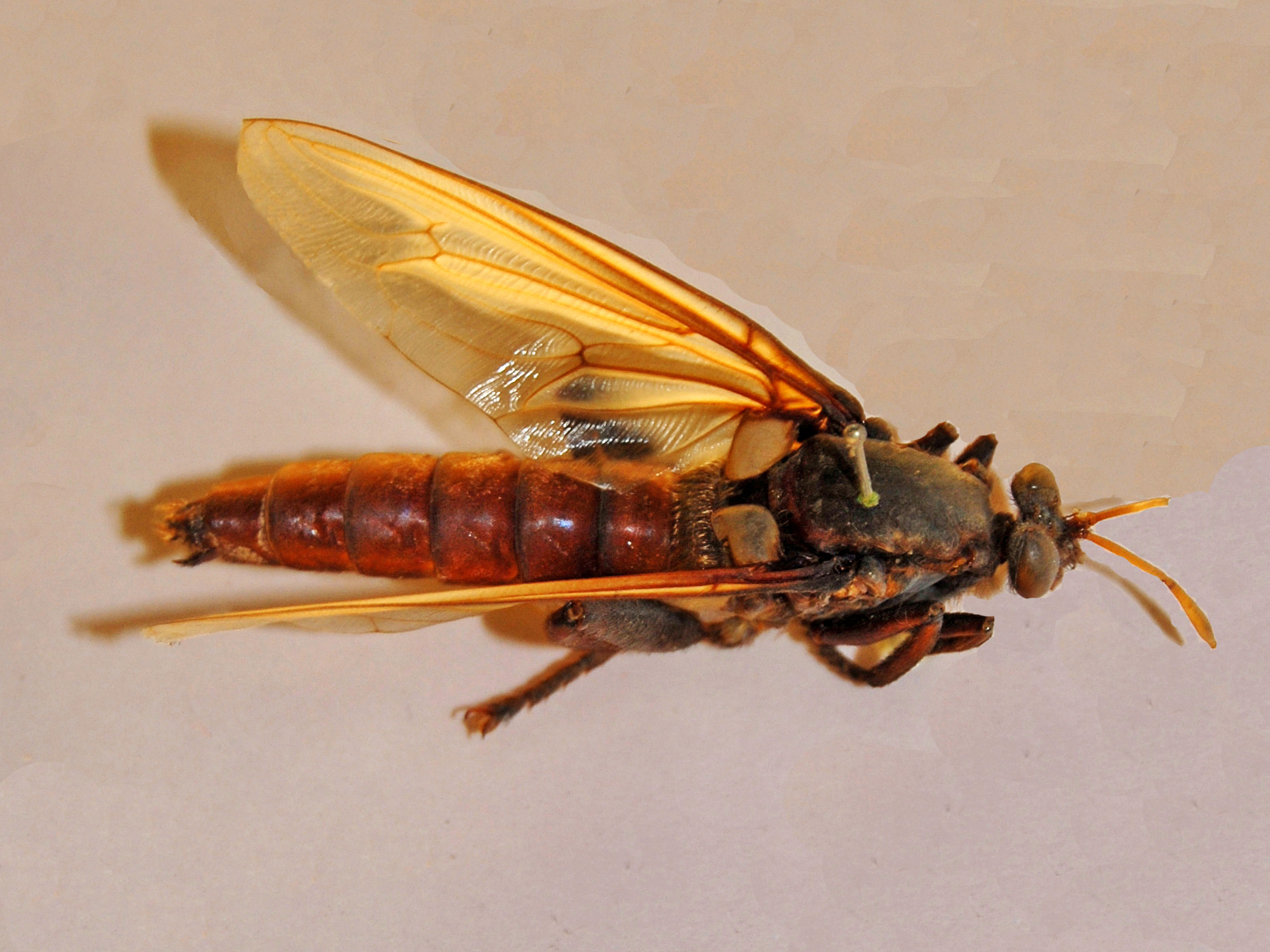
Spécimen.

## Description
Gauromydas heros peut atteindre une longueur de sept centimètres et une envergure d'environ dix centimètres. C'est la plus grande mouche connue. La membrane de l'aile est blanchâtre, brune ou orange, avec un apex hyalin et une marge postérieure,,.
Cette mouche est rare et souvent confondue avec des guêpes telles que le Marimbondo-caçador (du genre Pepsis, famille des Pompilidae) en raison de sa ressemblance et de sa taille. Comme ces insectes imitent l'apparence et le comportement de guêpes dangereuses (mimétisme batésien), en frottant leurs ailes et en bougeant leurs antennes en permanence, elles peuvent effrayer les scientifiques qui entreprennent de les collecter,.

## Biologie
Gauromydas heros passe la majeure partie de sa vie au stade immature et une courte période au stade adulte. Les larves vivent dans le nid des fourmis (espèces Atta). Elles ont un aspect vermiforme, un corps nu et se nourrissent de larves de coléoptères comme celles des coléoptères du genre Coelosis (famille des Dynastinae), qui vivent dans les chambres où sont cultivés les champignons qui nourrissent les fourmis,,. La larve mature creuse une chambre de nymphose dans le sol, puis l'imago émerge,.
Les mâles adultes se nourrissent probablement de nectar de fleurs tandis que les femelles ne se nourrissent apparemment pas du tout.

## Systématique
Le nom valide complet (avec auteur) de ce taxon est Gauromydas heros (Perty, 1833).
L'espèce a été initialement classée dans le genre Midas sous le protonyme Midas heros Perty, 1833.
Gauromydas heros a pour synonyme :
- Midas heros Perty, 1833

### Étymologie
Son épithète spécifique, heros, lui a été donnée car cette espèce se nourrit de vers blancs mangeurs de plantes et qu'elle peut servir d'agent naturel dans les plantations.